# 迪歐·麥斯威爾
迪歐·麥斯威爾（デュオ・マックスウェル，Duo Maxwell），日本電視動畫《新機動戰記鋼彈W》中的五位主角之一，日本聲優為關俊彥，台灣配音員為方雪莉與鄭仁君，香港配音員為鄺樹培。

## 角色性格
迪歐約157公分、43公斤，血統屬歐美系一般認為可能是美國移民的後代，在A.C.195年時約15歲。迪歐從小就失去雙親而浪蕩天涯，但過程中有教會收留過他，給予他溫暖與奠定人格的發展，使得他往後不像卡特爾以外三位少年容易鑽牛角尖或者極端的冷酷無情。
在所在教會遭到地球聯合鎮壓後，從此立志復仇。但即使擁有滿腔的復仇情緒，迪歐仍繼續維持開朗、樂觀、積極進取的心態，可見得在教會的生活對迪歐往後人格發展的重要性。在故事中，迪歐無論在何處，都表現出爽朗、大方、有話直說的個性，比起其他四位少年，可說性格是十分的突顯。

## 角色生平

### 新機動戰記鋼彈W

#### 身世
出身自L2殖民地群，父母早年因戰亂而死亡，姓名皆已不明。年幼時與街童為伴以偷取食物為生，後來街童首領「蘇洛」（Solo）因病去世，迪奧認為他們二人永遠在一起而以「迪歐」（Duo）為名（Solo有獨奏的意思，而Duo則是二重奏）。戰亂之下四處躲避的年幼迪歐在一次偶然中被名為「麥斯威爾」的教會所收留，這個教會專門收留與保護因戰亂而喪失親屬的孤兒們。迪歐在被教會收留期間，感受到神父與修女所給予的溫暖並在其中接受教育，渡過了年幼的時光，同時也在那當中奠定了往後性格的發展。
麥斯威爾教會除了收容孤兒外，也常收容因戰亂而受傷的平民。但在那之中，有不少是抵抗地球統一與OZ統治的殖民地人士，因此久而久之教會就成了地球聯合與OZ鷹派人士的眼中釘。在抵抗活動越來越頻繁之際，地球聯合政府藉機污指教會參加叛亂活動而派出軍隊進行血腥鎮壓。在鎮壓中許多無辜的人們遭到屠殺，迪歐在這血腥中被重傷的修女救出，此鎮壓事件往後被稱為「麥斯威爾教會事件」，而事件唯一的生還者正是迪歐。親眼目睹慘劇的迪歐，從此發誓要對地球聯合展開報復。同時為了紀念麥斯威爾教會，因此將自己的姓氏冠上麥斯威爾之名，名字就成了「迪歐·麥斯威爾」。
在脫離教會後，迪歐又回到四處流浪的生活，為了填飽肚子甚至做過許多偷竊之事，同時也在困苦的流浪中學會了許多生存技巧。最後迪歐選擇L2殖民地的清道夫集團進行偷竊，在這之中被G教授發現，從此打開另一個人生道路。G教授驚訝與欣賞迪歐的能力與膽識，進而邀請迪歐加入集團與參加流星作戰，這提案後來被想報復的迪歐接受，從此迪歐就在清道夫集團中接受嚴格的訓練，一直等到流星作戰執行的那天為止。

#### 流星作戰
到了A.C. 195年，即將進行流星作戰的前夕，G教授在得知巴頓財團打算以殖民地墜落地球再配合鋼彈武力鎮壓的方式來執行流星作戰之時，認為這個方案太過殘暴，認為只需要打擊重點核心的G教授決定擅自更改作戰計劃，改由鋼彈獨自前往地球即可。但怕事後遭到巴頓財團的責難與麻煩，因此說服迪歐用「盜取鋼彈」的方式，讓迪歐獨自去地球執行任務。在隱約知道部份實情的迪歐馬上會意，以「盜取」的方式帶著死神鋼彈前往地球執行流星作戰。

#### 地球行動
來到地球的迪歐利用死神鋼彈卓越的隱匿性能與強大的破壞力成功摧毀多座地球聯合與OZ的基地。過了一段時間，迪歐打探到飛翼鋼彈墜落海底與地球聯合、OZ的撈取行動之後打算進行阻止，同時也想要調查飛翼鋼彈的內部資料。迪歐利用死神鋼彈的性能成功摧毀地球聯合的海上艦隊，接著又在深海擊破傑克斯所領導的MS小隊後成功回收飛翼鋼彈回到陸面。但一回到陸地沒多久，就遇到前往尋找飛翼鋼彈的希洛，迪歐還因希洛意圖槍殺莉莉娜與他發生衝突。在衝突中，希洛為了不讓飛翼鋼彈落入人手而啟動水雷導彈將飛翼鋼彈與死神鋼彈同時打入海底，眼看鋼彈落入海底的迪歐，在驚訝希洛的行動與能力之外為了重新回收鋼彈因此選擇暫時撤退。
與希洛初次見面不久，迪歐探知希洛因傷而被送入地球聯合的軍醫院，在經過評估後決定將打撈鋼彈的工作委託給霍華而自己前往醫院打算救援希洛。在一番波折後，救出希洛的迪歐與霍華會合並取回鋼彈繼續執行任務。

#### 錯誤突擊
迪歐與希洛一起攻擊OZ沒多久，因誤中OZ的陰謀，以致於對地球聯合的愛德華基地展開攻擊，最後錯殺地球聯合的和平派人士，導致陷入孤立與造成地球與殖民地之間的全面衝突。在得知鑄成大錯的迪歐，決定更加緊對OZ的攻擊，但後來與OZ將官蕾蒂·安的作戰中，因殖民地受到OZ威脅與希洛自爆的情況之下選擇與卡特爾一同撤退到亞格馬那克隊位於中東某處的沙漠基地。
在中東的沙漠基地躲藏並沒有很久，即因亞格馬那克隊基地遭受OZ的圍攻不得不放棄，改前往卡特爾的私人別墅躲藏。在與卡特爾評估情勢後，迪歐認為OZ已逐步掌握地球，因此決定重回宇宙另尋發展。

#### 回歸宇宙
決定回宇宙的迪歐與卡特爾以及事後趕來支援的五飛一起對OZ位於新加坡的宇宙港基地展開強襲，並成功奪取HLV回到宇宙。但由於新加坡的宇宙港基地防禦堅強，使得迪歐無法補足推進燃料，使得HLV剛到宇宙即因燃料耗盡而陷入漂流狀態。此時飄流的HLV被OZ宇宙軍發覺派MD部隊前來攻擊，在MD優越的機動性與強力光束砲的掃射之下，沒多少彈藥的死神鋼彈被轟成重傷被OZ給捕捉。
被捕的迪歐與死神鋼彈被OZ拿來當作反叛的象徵，原本迪歐打算用自爆來毀滅死神鋼彈與自己，但最後因死神鋼彈的自爆系統故障與自己被毆打的關係而陷入無法抵抗的狀態。在此風聲鶴唳之時，迪歐被希洛偷偷潛入救出並讓其回到殖民地去。然而迪歐在殖民地養傷的同時得知死神鋼彈被拿來宣傳的事實，因此決定不顧希洛的警告決心要自己親手破壞而偽造證件前往OZ位於月面的基地。在前往月面基地時，結識了立志當OZ女兵的希爾妲·修拜卡。迪歐與她發生了理念衝突，最後希爾妲親眼看到OZ為達目的而不擇手段的作風後決定放棄從軍OZ。迪歐在分別希爾妲後，費了一番波折抵達OZ月面基地的隱匿角落，打算趁此找出鋼彈的下落並加以破壞。但由於不熟月面基地內部構造的迪歐，誤打誤撞闖進被OZ拘禁的博士們所在工廠，從博士們口中得知死神鋼彈正在秘密改造的迪歐決定聽從建議「假意的」被逮捕以等待死神鋼彈改造完成。
過了沒多久，由於地球上特列斯的失勢與蕾蒂·安反抗羅姆斐拉財團的關係，使得月面基地出現了動亂，在動亂中迪歐趁機與同樣被拘禁的五飛一起取得改造完成度得70%的高達大鬧月面基地，最後藉著新生鋼彈的威力與混亂成功脫離月面基地回到L2殖民地潛伏起來並策劃下次攻擊OZ的行動。

#### 宇宙行動
回到殖民地的迪歐在某次場合與希爾妲·修拜卡重逢後，雙方決定一起經營廢鐵廠，同時得知迪歐身份與志向的希爾妲決定幫忙收集OZ情資與地獄死神GUNDAM的彈藥補給。迪歐平時除了與希爾妲一起經營生意與整修地獄死神高達外，只要有OZ落單的隊伍就加以襲擊，幾乎有一段時間都這樣渡過。
但OZ部隊屢次被突擊破壞引起月面基地技師長基巴諾夫的懷疑，派遣士官特蘭特前往調查。特蘭特雖對任務沒興趣但想藉由高達駕駛員解開飛翼高達零式的謎題因此密集調查L2地區，因此發現了迪歐與地獄死神高達的存在。在特蘭特以破壞殖民地為要脅的情況下，迪歐勉強答應幫忙測試飛翼高達零式。但測試結果卻讓迪歐認為飛翼高達零式會對宇宙造成極大的威脅，因此改乘地獄死神高達與飛翼高達零式交戰。最後零式系統摧毀了特蘭特的精神系統，暴走停止的飛翼高達零式被迪歐丟棄在無人所知的宙域，在特蘭特事件後迪歐仍繼續潛伏等待機會。
在潛伏期間，迪歐與希爾妲一起開始到各殖民地活動，先是見到了從地球回到殖民地的卡特爾，接著又發現因宇宙漂流而失憶的特洛瓦。與兩位少年的見面，再加上地球上莉莉娜以半成功的方式實行「完全和平主義」與宇宙的白色獠牙勢力興起，種種情勢讓迪歐與卡特爾認為真正威脅在宇宙，因此帶著失憶的特洛瓦一起和霍華取得聯絡開始對白色獠牙展開作戰。

#### 最終決戰
在組成初步的高達小隊後，迪歐與卡特爾介入了白色獠牙與OZ宇宙軍所引發的「巴爾吉攻防戰」。在當中見識到白色獠牙新型MD以及傑克斯所駕駛次代GUNDAM的威力，深感力量不足迪歐與卡特爾決定與剩下的兩位少年希洛、五飛等人會合後再開始下個階段的行動。
在希洛、五飛相繼到達之後，與卡特爾一起陪伴失憶的特洛瓦打擊殘存的OZ宇宙軍救出被綁票的殖民地居民。最後當五位少年整合在一起後，在希洛的建議與卡特爾的帶領下組成「高達戰隊」對抗白色獠牙的MD部隊。在白色獠牙與地球軍決戰前，迪歐在某次與白色獠牙的作戰中，擊破白色獠牙的追擊MD拜葉特與麥丘留士救出潛入白色獠牙竊取資料的希爾妲。
隨著白色獠牙與地球軍的激戰，白色獠牙的主力戰艦天秤座（宇宙戦艦リーブラ）開始往地球墜落。在戰爭陷入渾沌之時，迪歐等人駕駛高達趁亂突入天秤座打算從內部開始破壞，但迪歐在此時卻遇到被白色獠牙擄來的博士們。在博士們的要求下迪歐將其帶到動力部區塊，成功讓天秤座改變前進方向。但在之中仍有一塊殘骸持續往地球墜落。迪歐追擊來到殘骸內部與卡特爾、特洛瓦一起破壞主體結構，最後在主體結構崩壞後被希洛的飛翼高達零式以最大出力的雙管破壞步槍一舉貫穿並且完全破壞。
最終決戰後，以莉莉娜與蕾蒂·安為中心，地球與殖民地雙方締結了和平條約，回歸一體組成地球圈統一國家，迪歐等人的戰鬥在獲得和平之後告一個段落。

### 新機動戰記鋼彈W：無盡的華爾茲
在特列斯與傑克斯所引發的大戰結束後，迪歐將鋼彈交給卡特爾處理之後，回歸L2殖民地繼續廢鐵廠生意的買賣。但在一年之後，A.C.196年，瑪莉梅亞打著特列斯的血統打算重新發動流星作戰以佔領地球圈。
與希洛取得聯繫的迪歐，發覺瑪莉梅亞軍的威脅以及莉莉娜被綁架的危機，於是決定與希洛一起潛入敵方殖民地「X-18999」，在手上無鋼彈的情況下緊急改用里歐意圖強行突破。但在殖民地深處遇到了投靠瑪莉梅亞軍的五飛與假意投降的特洛瓦，在里歐無法對抗鋼彈與大蛇的不利情況下，決定改以單身突擊的方式直接襲擊殖民地的管控室，並與希洛以及後來趕來支援的特洛瓦一起阻止了殖民地「X-18999」往地球墜落。
在阻止成功後，有鑒於瑪莉梅亞軍主力已降下地球，同時卡特爾已回收鋼彈並抵達地球圈，因此決定再起鋼彈來對抗瑪莉梅亞軍的侵略。迪歐在地球軌道上方與卡特爾、特洛瓦一起再次組成鋼彈戰隊來到瑪莉梅亞軍所在的戰區支援傑克斯與諾茵。但由於瑪莉梅亞軍壓倒性的數量與戰力再加上迪歐等人不願意再殺人，使得戰況逐漸不利，最後因彈藥用盡反被大蛇部隊包圍。
在戰局終末意圖以自爆手段與大蛇部隊同歸於盡的迪歐等人此時發覺地球圈人民已覺醒，對瑪莉梅亞軍發出和平的訴求，再加上希洛的飛翼鋼彈零式即時抵達戰場並以雙管破壞步槍的最大出力成功擊破敵方指揮所，使得瑪莉梅亞軍喪失戰意與陷入混亂。整個事件最後在敵人首腦迪基姆遭射殺，瑪莉梅亞重傷獲救之下，終於落幕。
在瑪莉梅亞軍事件終結之後，迪歐再次回歸L2殖民地與希爾妲一起繼續經營廢鐵廠的生意。事後，漫畫中有提到，過了沒多久，在莎莉·鮑的邀請下，迪歐加入了地球防禦小組再次與其他四位少年一同工作，主要負責L2殖民地區塊的監視工作。

### 新機動戰記鋼彈W：冰結的淚滴
人稱麥斯威爾神父，由於風土病的緣故，使到外表變得蒼老。因希爾妲的委託下，在火星開設了麥斯威爾教堂，收養了許多孤兒，包括了其養子同時也是「魔法師」（Warlock）的駕駛員：第二代「迪歐·麥斯威爾」。也曾經收留過化名為「昔蘭尼之風」的薩古斯的女兒–萊拉一段時間，但他都將照顧孩子的工作都給希爾妲，自己跑去當賞金獵人替教會還債，直到被捲入一場陰謀而造成只剩希爾妲與養子存活，之後從卡特爾手中接手「魔法師」後，他開始指導養子如何駕駛鋼彈，促成第二代迪歐成為了「魔法師」的駕駛員。
故事的最後走入政壇，成為火星殖民地的大總統。

## 名言
- 會死喔，看到我姿態的人全部都會死喔！
- 閃開！閃開！死神要通過了！
- 死神又從地獄飛回來了。
- 我是迪歐！會做壞事也會逃跑，但就是不說謊。
- 我個性可是很開朗的！要我過陰暗的生活，不如叫我去死。
- 你們就陪死神一起下地獄吧！
- 我是迪奥！除了斩还是斩不停斩！
- 往地獄的引路人啊！這裡的戰爭與兵器就和死神一起下地獄吧！

## 角色關係
- G教授：L2清道夫集團，反地球聯合與OZ的科學家，也是收養迪歐的人。在發現迪歐的天賦與志願後，教導相關戰技與MS知識並把鋼彈託付給迪歐去執行流星作戰。迪歐與G教授可說是亦師亦敵，根據迪歐的說法，只要一遇到G教授包準不會有好事，甚至曾經自我調侃說過「如果我迪歐是死神，那麼你G教授就是瘟神。」等之類的話，確實在故事中，只要遇到G教授的迪歐，的確都沒什麼好事發生，可說是迪歐的剋星之一。
- 霍華：與G教授等人曾經是集團朋友，似乎也是出身自L2清道夫集團的科學家。在迪歐執行流星作戰時，在地球接應，也因為有霍華的幫助，使得迪歐是繼卡特爾之後擁有最多後盾資源幫助的人。在故事終盤，也因霍華的幫助，鋼彈戰隊所需要的維修與彈藥才有得補充。
- 希洛·唯：迪歐的朋友，鋼彈W五位主角之一。性格死板灰暗與個性開朗的迪歐相比有如天差地別，這點連迪歐都曾經對希洛說過。嘴巴雖說受不了希洛的個性，但仍多次和他一同解決任務，曾有網友戲稱希洛和迪歐是經典的「歡喜冤家」同時也是繼G教授之後迪歐的剋星。
- 特洛瓦·巴頓：迪歐的朋友，鋼彈W五位主角之一。性格冷靜、沉著，在故事中與迪歐搭配的時間很少，迪歐對其了解似乎不是很透徹，甚至還一度看不出特洛瓦加入OZ是滲透的行為。與特洛瓦明顯的互動有兩次，第一次是藉由經商夥伴希爾妲發現失憶的特洛瓦、第二則是駕駛地獄死神鋼彈幫助特洛瓦救出殖民地的人質。
- 卡特爾·拉巴伯·溫拿：迪歐的朋友，鋼彈W五位主角之一，性格悲天憫人。是繼希洛之後第二個長期與迪歐合作的夥伴，迪歐與他的性格似乎非常的搭配。在故事中迪歐知道非常多有關於卡特爾的底細，也曾多次行動共同打擊OZ，在組成鋼彈戰隊時，這兩人是最早加入的班底。
- 張五飛：迪歐的朋友，鋼彈W五位主角之一。在故事初期，迪歐與他少有碰面。但到故事中盤，兩人在宇宙因對抗OZ失利被捕入獄，在獄中因互相打氣有了不少的互動，甚至在兩人的鋼彈改裝完畢之時還聯手出擊大鬧OZ的月面基地，是少數能和五飛相處融洽的人之一。
- 傑克斯·馬吉斯：和迪歐的遭遇非常少，但每次見面都讓迪歐陷入苦戰。無論是巴爾吉攻防戰還是宇宙戰艦天秤座的攻防戰，只要遇到次代鋼彈的迪歐總是吃足了苦頭。
- 希爾妲·修拜卡：迪歐在潛入OZ月面基地時所認識的少女。曾經與她發生理念衝突，但之後成功說服並阻止她加入OZ。在迪歐脫離月面基地後在殖民地某處與她不期而遇，從此一起搭檔經營廢鐵廠的生意。後來知道迪歐身份的希爾妲，開始擔任廢鐵場的會計與負責鋼彈火藥的進貨等工作，久而久之成為迪歐不可缺少的夥伴，與迪歐的關係有點類似「朋友以上、戀人未滿」的狀態，雙方的關係十分的曖昧，在《新機動戰記高達W 冰結的淚滴》中得知迪歐和希爾妲結婚了，但後來離婚了，不過事實上，希爾妲隱瞞迪歐，從一開始都沒有送出離婚申請書，直到迪歐最後成為了火星殖民地的總統後，希爾妲才向他坦述了這個事實。

## 搭乘過的機體

### 主要搭乘機體
- XXXG-01D 死神鋼彈（ガンダムデスサイズ）
- XXXG-01D2 地獄死神鋼彈（ガンダムデスサイズヘル）
- XXXG-01D2 地獄死神鋼彈（ガンダムデスサイズヘル）；EW版本

### 其他搭乘機體
- XXXG-00W0 飛翼鋼彈零式（ウイングガンダムゼロ）
- OZ-06MS 里歐（リーオー）

## 其他
- 性格相關：迪歐與特洛瓦的性格相較希洛、卡特爾、五飛之下顯得成熟，因此兩人在故事中的成長比較少。
- 零式系統相關：在全篇故事中，迪歐是主角群中唯一比較沒有明顯駕馭零式系統的人。
- 人氣王：迪歐由於個性開朗、鮮明，再加上所駕駛的死神鋼彈系統在鋼彈系列中非常罕見，種種要素讓他成為《鋼彈W》中最受歡迎的角色。將《鋼彈W》劇情給漫畫化的漫畫家時田洸一（鴇田洸一（ときた 洸一））曾舉辦過讀者投票，票選出十大受歡迎的《鋼彈W》角色，結果顯示迪歐以壓倒性的票數得到第一比《鋼彈W》代表性主角希洛·唯更受歡迎。且不只是時田洸一，許多非官方性質，《鋼彈W》支持網站的票選中，迪歐也常佔據第一名的位置，種種顯示迪歐是《鋼彈W》的人氣王，應該當之無愧。